# Feaella krugeri
Sous-genre
Espèce
Feaella krugeri, unique représentant du sous-genre Difeaella, est une espèce de pseudoscorpions de la famille des Feaellidae.

## Distribution
Cette espèce est endémique d'Afrique du Sud. Elle se rencontre dans le parc national Kruger.

## Description
La femelle holotype mesure 2,7 mm.

## Étymologie
Son nom d'espèce lui a été donné en référence au lieu de sa découverte, le parc national Kruger.

## Publication originale
- Beier, 1966 : Ergänzungen zur Pseudoscorpioniden-Fauna des südlichen Afrika. Annals of the Natal Museum, vol. 18, p. 455-470 (texte intégral).